# Goumbegeron
Goumbegeron est un village du Cameroun situé dans le département du Haut-Nyong et la région de l'Est, sur la route qui relie Doumé à Loumbou et la piste vers Nguelebok dans le département voisin de la Kadey. Il fait partie de la commune de Doumé.

## Population
En 1965-1966, la localité comptait 471 habitants, principalement des Akpwakoum. Lors du recensement de 2005 on y dénombrait 623 personnes.